# Shah Tepé
Shah Tepé är en förhistorisk arkeologisk plats belägen på Gorganslätten i nordöstra Iran, ca 13 km nordväst om staden Gorgan och 20 km öster om Kaspiska havets sydligaste del. Topografiskt är det en oval höjd i nordsydlig riktning. Den östra sidan är brantare och rakare, medan den västra är starkt rundad och mer försiktigt sluttande. Ruinkullen är ca 165 meter lång och bredden 135 meter. Den har en ganska jämn platå och är cirka 7–7,5 m hög. Dess högsta punkt är 8,11 m.

## Ture J:son Arnes utgrävningar 1933
Den svenske arkeologen T. J. Arne undersökte Shah Tepé under den Svenska Iranexpeditionen 1932-1933. Arne ville klarlägga sambandet mellan Kinas förhistoria och Västasien och ville först få tillstånd att gräva i Västturkestan, men de sovjetiska myndigheterna vägrade. Istället blev det alltså Shah Tepé. Undersökningen ingick som en fristående del i Sven Hedins stora Asienexpedition 1927-1935 och förvaras på Medelhavsmuseet i Stockholm.
Arne tog upp åtta kvadratiska jschakt vilka mätte 10 x 10 m. Schakt F var 10 x 15 m. Fynden härrör från två skilda bebyggelseperioder. Den tidigaste, Shah III, dateras till kopparåldern, och representeras av många gravar som innehåller svart eller grå keramik och även målad keramik vilken är rödaktig och dekorerad med svarta mönster. Shah IIB och IIA har daterats till bronsåldern och innehåller gravar med svart eller grå keramik och kärl gjorda av alabaster. Det översta lagret (Shah I) representerar en senare bebyggelsefas och innehöll muslimska gravar samt annat material från samma period.
Gravarna verkar i regel ha anlagts under husens golv, kanske också på andra ställen men inte på ett avskiljt gravfält. Omkring 260 skelettgravar hittades, ett litet antal av dem var förstörda sedan tidigare. Av 257 skelett var 176 förhistoriska och 81 tillhörde den muslimska perioden. I regel låg de förhistoriska skeletten hopdragna på sidan i en enkel, enskild grop. Nästan hälften av skeletten var orienterade i mer eller mindre östvästlig riktning. I två fall var mor och barn begravda tillsammans och i ett fall två vuxna, eventuellt man och fru. En kollektiv begravning förekom: den innehöll fem individer, vars kroppar var styckade och de hade även åtföljts av offrade får och getter. Gravgåvorna bestod av ett eller flera kärl av keramik och alabaster, smycken av koppar, pärlor av olika slag av sten, koppar, fajans och glas, enstaka ornament och redskap av ben och sten. Vapen var sällsynt.
Arnes undersökningar bekräftade att området fungerat som en förbindelselänk mellan öst och väst. 1940 ordnade Arne en utställning i SHM av fynden från Shah Tepé jämte andra föremål från Iran. Efter ett par förberedande rapporter utgav Arne 1945 den stora publikationen "Excavations at Shah Tepé, Iran".